# Параметр Кориолиса
Параметр Кориоли́са — величина множителя в выражении для силы Кориолиса, равная удвоенной проекции на вертикальную ось угловой скорости вращения Земли:
{\displaystyle f=2\Omega \sin \varphi ,}
где {\displaystyle \Omega } — угловая скорость вращения Земли вокруг оси; {\displaystyle \varphi } — географическая широта места. При переходе через экватор параметр Кориолиса и, соответственно, сила Кориолиса, меняют знак.
Параметр Кориолиса по абсолютной величине совпадает с частотой инерционных колебаний.
Угловая скорость вращения Земли составляет:
{\displaystyle \Omega ={\frac {2\pi }{T}}=7,2921\cdot 10^{-5}~~c^{-1},}
где {\displaystyle T} — сидерический период вращения Земли вокруг оси, равный одним звёздным суткам (23 часа 56 минут, 4,0905 секунды).